# ماكسيمليان يوزف، دوق في بافاريا
الدوق ماكسيمليان يوزف في بافاريا (4 ديسمبر 1808 - 15 نوفمبر 1888)؛ والمعروف بشكل غير رسمي بـ «ماكس في بايرن» ( Max in Bayern)؛ كان عضواً في فرع صغير من سلالة فيتلسباخ، وأيضا كان مروجاً للموسيقى البافارية الشعبية، هو اكتسب شهرة عالية من خلال كونه والد إليزابيث إمبراطورة النمسا-المجر (سيسي)، وأيضا هو جد الرابع لـ ليوبولد الثالث ملك بلجيكا من خلال والدته.

## السيرة الذاتية
ولد ماكسيمليان يوزف في بامبرغ فهو الابن الوحيد لدوق بيوس أوغست في بافاريا وزوجته الأميرة أميلي لويز من أرنبيرغ، في 9 سبتمبر 1828 في تيغرنزيه أصبح متزوجاً من ابنة عمه الأميرة لودوفيكا من بافاريا الابنة السادسة لـ ماكسيمليان يوزف الأول ملك بافاريا وزوجته الثانية كارولين من بادن؛ وكان لديهم عشرة الأبناء.
في 1834 قام بشراء قلعة بوسنهوفن على بحيرة شتارنبيرغير الذي أصبح مقر الرئيسي له لبقية حياته، وفي عام 1838 استحوذ على قلعة أونترفيتلسباخ (الذي يُضم اليوم متحف «سيسي») بالقرب من قلعة فيتلسباخ المقر القديم لسلالة فيتلسباخ، وأيضا في عام 1838 سافر إلى مصر وفلسطين أثناء رحلته استطاع تسلق الهرم الأكبر، وكما استطاع جمع العديد من الأثار المصرية التي رفعها معه إلى بافاريا تم عرضها في قصر والده «قلعة بانز» ولازال من الممكن رؤية المقتنيات في القلعة حتى يومنا هذا، من هذه المقتنيات مومياء امرأة شابة ورؤوس مومياوات، وأيضا العديد للمومياوات الحيوانات وأيضا عدة أحجار من مقابر أو من معابد، وأيضا قام بشراء بعض الأطفال من سوق الرقيق في القاهرة ولكن تم إطلاق سراحهم فيما بعد أثناء تواجده في القدس، وأيضا قام بدفع ثمن ترميم كنيسة حبس المسيح على طريق الآلام.
وأيضا كان ماكسيمليان يوزف أحد أبرز مروجي الموسيقى البافارية الشعبية في القرن التاسع عشر، وتحت تأثيره بدأ في استخدم القانون في البلاط الملكي، والتي أصبحت في النهاية الآلة الموسيقية الوطنية في بافاريا.
توفي ماكسيمليان يوزف في ميونيخ، دفن هو وزوجته في دير تيغرنزيه هو دير في السابق كان مملوك لوالد لودوفيكا، ولكن تم اكتسابه في 1817، وأيضا قام جده الدوق فيلهلم في بافاريا بشراء دير سابق «دير بانز»؛ ولاتزال ملكية الديرين بانز وتيغرنزيه مملوكة من قبل الأمير ماكس، دوق في بافاريا.

## معرض صور

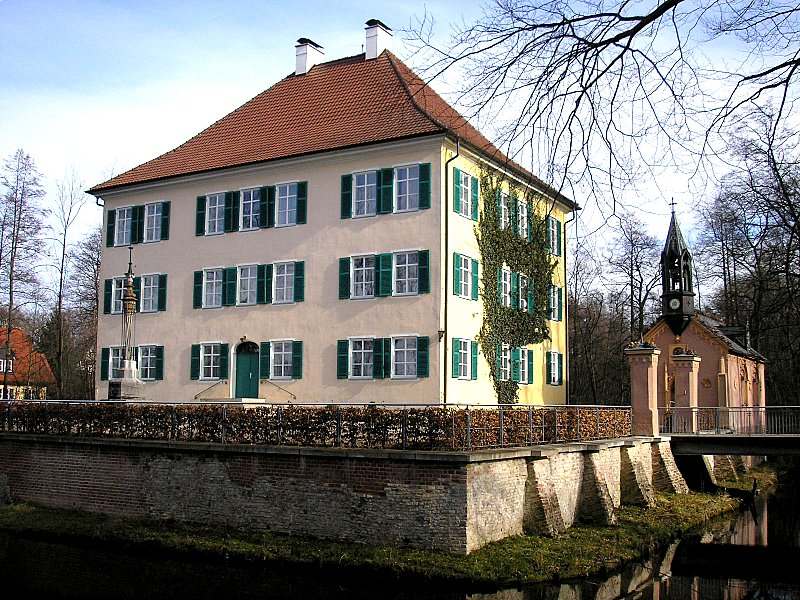
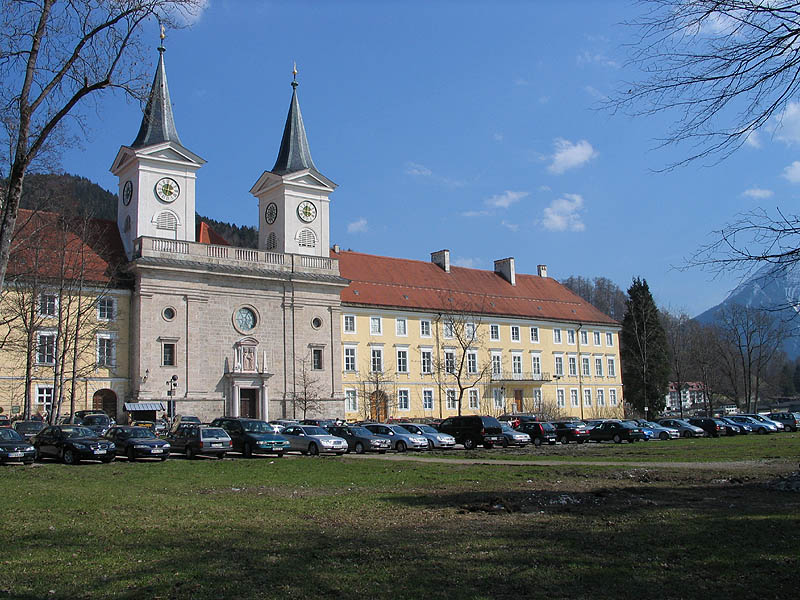
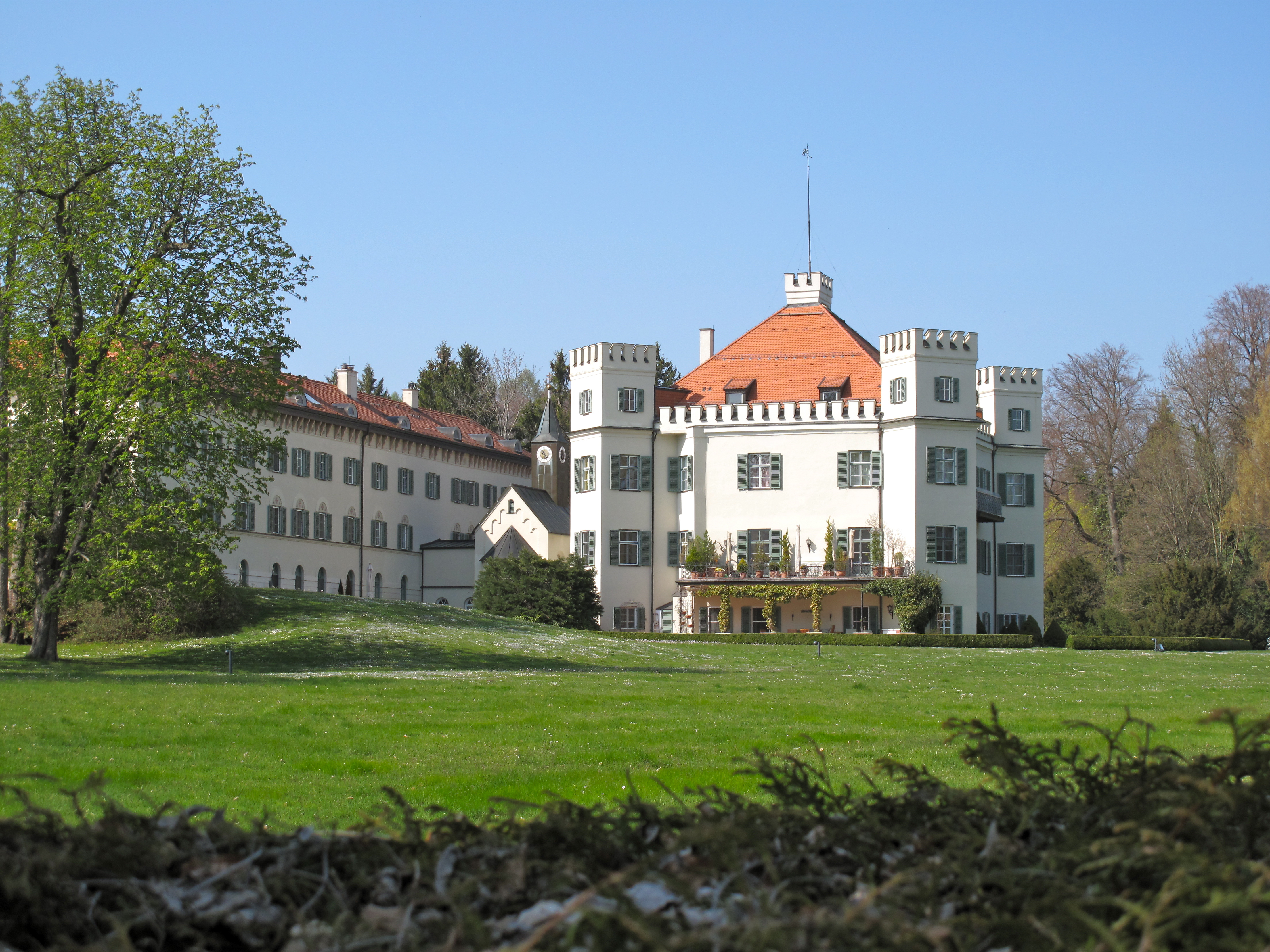
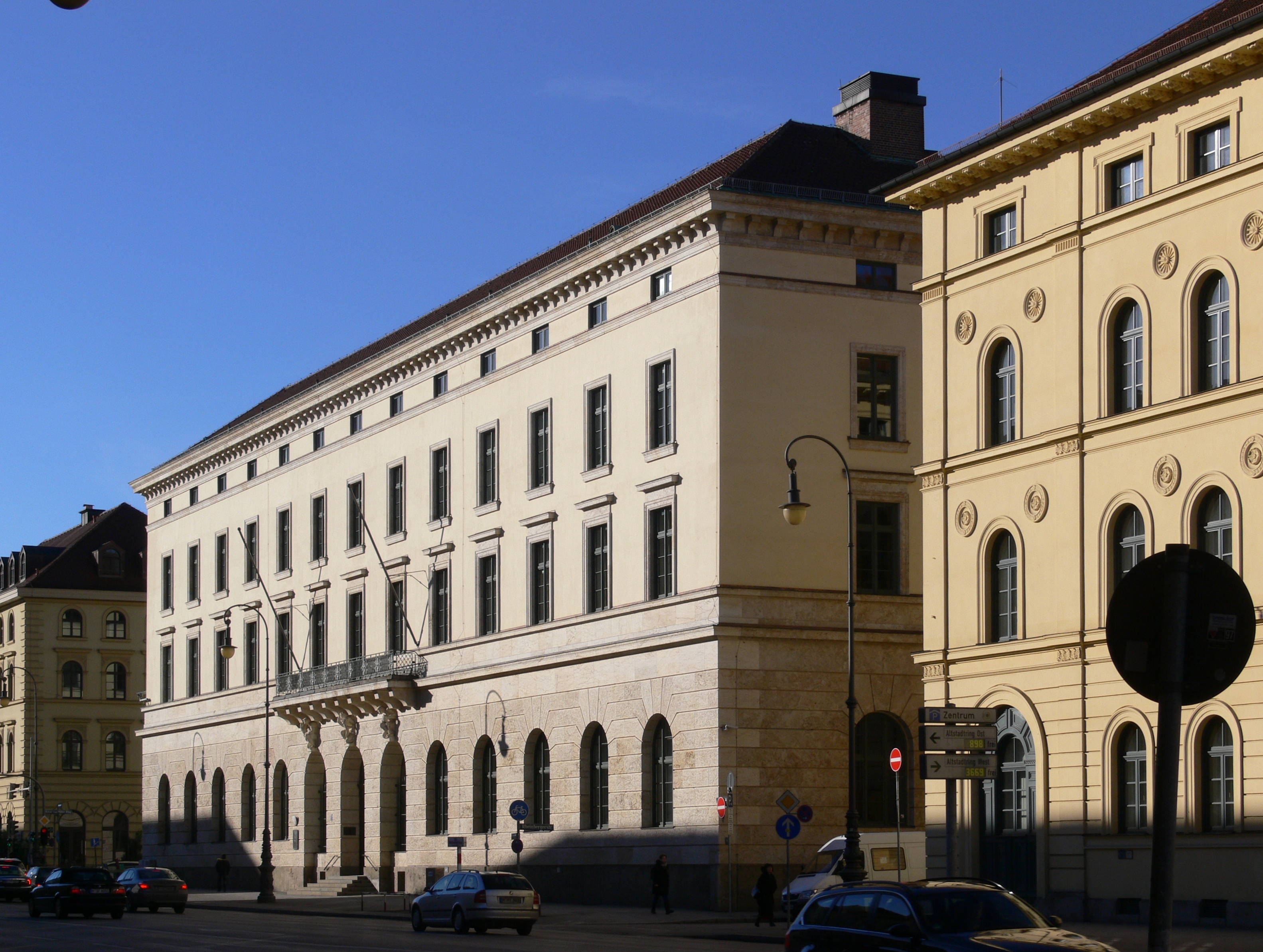

## الذرية
| الأبناء                         | الأبناء | الأبناء                         | الأبناء | الأبناء |
| الاسم                           | الصورة  | الحياة                          | ملاحظة |         |
| ------------------------------- | ------- | ------------------------------- | --- | ------- |
| لودفيغ فيلهلم ("لويس")          |         | يونيو 21 1831 – نوفمبر 6 1920   | تزوج مرتين (زواجاً مرغنطي): 1. هنرييت مينديل (1833–1891) في 1859 الذرية: ابنة وابن. 2. باربارا أنطوني بارث(1871–1956) في 1892، الطلاق في 1913 الذرية: لا توجد.                           |         |
| فيلهلم كارل                     |         | 24 ديسمبر 1832 – 13 فبراير 1833 | توفي وهو رضيع. |         |
| هيلين كارولين تيريز ("نيني")    |         | 4 أبريل 1834 – 16 مايو 1890     | تزوجت من ماكسيمليان أنطون لامورال أمير ثورن وتكسيس الوراثي (1831–1867) في 1858 الذرية: ابنتان، ابنان.                                                                                   |         |
| إليزابيث أميلي يوجيني ("سيسي")  |         | 24 ديسمبر 1837 – 10 سبتمبر 1898 | تزوجت فرانتس يوزف إمبراطور النمسا-المجر (1830–1916) الذرية: 3 بنات، ابناً واحداً. |         |
| كارل تيودور ("غاكل")            |         | 9 أغسطس 1839 – 30 نوفمبر 1909   | تزوجت مرتين: 1. صوفي من ساكسونيا (1845–1867)؛ هي ابنة خالته، في 1865 الذرية: ابنة واحدة. 2. ماريا جوزيه من البرتغال (1857–1943) الذرية: 3 بنات، ابنان؛ بما في ذلك إليزابيث ملكة بلجيكا. |         |
| ماري صوفي أميلي                 |         | 4 أكتوبر 1841 – 19 يناير 1925   | تزوجت فرانشيسكو الثاني ملك الصقليتين (1836–1894). الذرية: ابنة واحدة من زوجها وأيضا لديها 1 أو 2 بنات غير شرعيات من أرماند دي لافايه.                                                   |         |
| ماتيلد لودوفيكا                 |         | 30 سبتمبر 1843 – 18 يونيو 1925  | تزوجت لودوفيكو كونت تراني (1838–1886) الذرية:ابنة واحدة. |         |
| ماكسيمليان                      |         | 8 ديسمبر 1845                   | توفي في نفس اليوم |         |
| صوفي شارلوت أوغسطتين ("صوفيرل") |         | 23 فبراير 1847 – 4 مايو 1897    | تزوجت الأمير فرديناند دوق ألونسون (1844–1910) الذرية:ابنةوابن. |         |
| ماكسيمليان إيمانويل ("مابيرل")  |         | ديسمبر 7 1849 – 12 يونيو 1893   | تزوج الأميرة أمالي من ساكس-كوبرغ وغوتا الذرية: 3 أبناء. |         |